# Babel (roman)
Babel este un roman științifico-fantastic al scriitorului român Vladimir Colin. A apărut prima dată în 1978 la Editura Albatros în Colecția Fantastic Club. Romanul a primit Premiul Uniunii Scriitorilor în 1978 (președinte al juriului a fost Nichita Stănescu) și premiul Europa la Eurocon 1980. Romanul descrie mai multe creaturi vii din sistemul solar care sunt prinse pe o planetă îndepărtată de către Scat Mor, un om de știință și tiran.

## Prezentare
Romanul are ca punct de plecare ideea existenței corpurilor F din romanul lui Stanisław Lem, Solaris. Ralt Moga este un poet de pe Terra care nu se poate consola după moartea soției sale. Idomr av Olg su Saro este un asasin plătit de pe planeta Marte. Or-alda este o vestală de pe planeta Venus care a păcătuit în amor. Aceste personaje sunt silite de omul de știință nebun Scat Mor să trăiască în imaginație pe o planetă fictivă, Babel, ceea ce  le provoacă un șir  fără fârșit de torturi psihice. Toți sunt expuși la tortură psihologică de către răpitorul lor care își sporește energia prin absorbția suferinței acestora. Halucinațiile malefice ale lui Scat Mor sunt contracarate prin magie albă de Or-alda, un personaj feminin misterios, vaporos și tăcut.

## Personaje
- Scat Mor, om de știință nebun
- Ralt Moga, un poet de pe Terra
- Idomar av Olg su Saro , marțian, asasin plătit
- Or-alda, o vestală venusiană misterioasă înconjurată de o vagă trăsătură tragică[4]

## Cuprins
1. Ralt
2. Idomar
3. Or-alda
4. Nobila Ghildă
5. Scat Mor
6. Cosmospect
7. Gnomon
8. Gerlii
9. Epilog

## Primire
Mihai Iovănel este sceptic în ceea ce privește originalitatea romanului Babel, argumentând că această carte ar fi un plagiat parțial al romanului lui Philip K. Dick Cele trei stigmate ale lui Palmer Eldritch (1965).
Mircea Opriță afirmă despre acest roman: „Regizat cu abilitate perversă, spectacolul iluziilor simulează perfect viața, înșelând astfel simțurile celor supuși unui soi original de extorcare psihică. Însăși interzisa planetă Babel, penitenciar de lux și loc de sinistră tortură morală rezervată celor asupra cărora experimentează Scat Mor, nu e altceva decât invenție aburoasă, fără acoperire în realitatea materială a lucrurilor. (...) în SF-ul romanesc Vladimir Colin a impus un stil inconfundabil, de rafinată virtuozitate.“
Romanul a fost reeditat de către editura Nemira în 1992 (la un an după moartea autorului) și în 2014 în col. Nautilus. Science fiction, Maeștrii SF-ului românesc. A fost tradus în limbile franceză, germană, rusă, engleză și bulgară.
Florin Manolescu a scris în Literatura S.F. că romanul urmărește să se transforme într-o alegorie având ca subiect nu atât drama personală a unor indivizi marcați de viață, cât revolta împotriva alienării și, în general, reumanizarea printr-un șir de opțiuni curajoase.

## Legături externe
- Babel la isfdb.org
- Babel la fantlab.ru

## Vezi și
- Lista volumelor publicate în Colecția Fantastic Club
- 1978 în literatură
- Lista cărților științifico-fantastice publicate în România
- Lista volumelor publicate în Colecția Nautilus